# Кубок Мальти з футболу 2000—2001
Кубок Мальти з футболу 2000—2001 — 63-й розіграш кубкового футбольного турніру на Мальті. Титул здобула Валетта.

## Календар
| Раунд        | Дата                            | Матчі | Клуби   |
| ------------ | ------------------------------- | ----- | ------- |
| Перший раунд | 24 грудня 2000 - 4 березня 2001 | 8     | 20 → 12 |
| Другий раунд | 27 березня 2001                 | 4     | 12 → 8  |
| 1/4 фіналу   | 5-6 травня 2001                 | 4     | 8 → 4   |
| 1/2 фіналу   | 10-11 травня 2001               | 2     | 4 → 2   |
| Фінал        | 24 травня 2001                  | 1     | 2 → 1   |

## Перший раунд
| Команда 1      | Рахунок      | Команда 2            |
| -------------- | ------------ | -------------------- |
| 24 грудня 2000 |              |                      |
| Марса (2)      | 2:1          | Хамрун Спартанс      |
| Кормі (2)      | 1:6          | Гіберніанс           |
| Моста (2)      | 0:4          | П'єта Готспурс       |
| 27 грудня 2000 |              |                      |
| Нашшар Лайонс  | 2:3 дч       | Марсашлокк (2)       |
| 28 грудня 2000 |              |                      |
| Гозо (2)       | 0:3          | Сент Ендрюс (2)      |
| 31 грудня 2000 |              |                      |
| Шахра Торнадос | 3:3 пен. 1:3 | Таршіен Райнбоус (2) |
| 4 лютого 2001  |              |                      |
| Зуррік (2)     | 2:3          | Сент-Патрік (2)      |
| 4 березня 2001 |              |                      |
| Рабат Аякс     | 1:1 пен. 3:2 | Лія Атлетік (2)      |

## Другий раунд
| Команда 1       | Рахунок      | Команда 2            |
| --------------- | ------------ | -------------------- |
| 27 березня 2001 |              |                      |
| П'єта Готспурс  | 2:1 дч       | Рабат Аякс           |
| Сент-Патрік (2) | 4:4 пен. 2:4 | Сент Ендрюс (2)      |
| 28 березня 2001 |              |                      |
| Марсашлокк (2)  | 0:3          | Гіберніанс           |
| Марса (2)       | 2:2 пен. 4:1 | Таршіен Райнбоус (2) |

## 1/4 фіналу
| Команда 1       | Рахунок | Команда 2      |
| --------------- | ------- | -------------- |
| 5 травня 2001   |         |                |
| Валетта         | 5:0     | Марса (2)      |
| Сент Ендрюс (2) | 0:4     | Флоріана       |
| 6 травня 2001   |         |                |
| Сліма Вондерерс | 4:0     | П'єта Готспурс |
| Біркіркара      | 2:0     | Гіберніанс     |

## 1/2 фіналу
| Команда 1       | Рахунок | Команда 2  |
| --------------- | ------- | ---------- |
| 10 травня 2001  |         |            |
| Сліма Вондерерс | 1:2 дч  | Біркіркара |
| 11 травня 2001  |         |            |
| Валетта         | 2:1     | Флоріана   |

## Фінал
| 24 травня 2001 |

| Біркіркара | 0:3      | Валетта                         |
| ---------- | -------- | ------------------------------- |
|            | Протокол | Аджіус 4' Дворак 70' Замміт 85' |

| Національний стадіон, Та-Калі Арбітр: Еммануель Р.Замміт |